# Dwergen in de Noordse mythologie

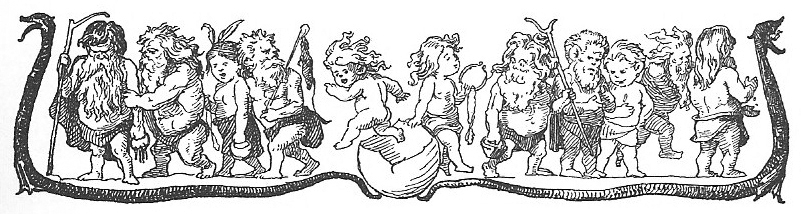
De dwergen uit de Völuspá

In de Noordse mythologie komen dwergen (Oudnoords: dvergar ) voor. Ze kwamen tot leven toen Odin en zijn broers Vili en Vé de wereld creëerden uit het lichaam van de reus Ymir. Ze werden aanvankelijk gemaakt uit steen en zand. Hun menselijke eigenschappen en verstand kregen ze pas later. De dwergen werden door mensen als lelijk beschreven. Ze vrezen zonlicht omdat het hun misschien terug in hun oorspronkelijke staat kan brengen, namelijk steen en aarde. 
Noordse dwergen worden meestal als zelfzuchtig en hebzuchtig beschreven. Het zijn zeer bedreven metaalbewerkers en de makers van voorwerpen bekend als een godenartefact. Hun meest bekende creaties zijn waarschijnlijk de speer Gungnir, Odins gouden ring Draupnir, Mjolnir de hamer van Thor, het gouden haar van Sif, Freya's halsketting: Brísingamen en zelfs het schip Skíðblaðnir van Freyr. De dwergen maken ook een soort helm, genaamd Huliðshjálmr en een cape waarmee ze zich onzichtbaar kunnen maken.
In de Hervarar sage wordt verteld hoe koning Svafrlami twee dwergen had verplicht om het zwaard Tyrfing te maken. De dwergen vervloekten het zodat het slechts de dood zou brengen aan de koning, en drie moorden zou veroorzaken. 
In Ynglingatal wordt verteld hoe koning Sveigder door een dwerg in steen is veranderd.

## Trivia
Verschillende elementen uit de Noordse mythologie zijn gebruikt in de meest uiteenlopende verhalen. De dwerg Mjolnir komt bijvoorbeeld voor in het Suske en Wiske-album De eenzame eenhoorn. Een aantal dwergennamen uit de Völuspá is ook terug te vinden in De Hobbit, zoals Dwalin, Bifur, Fili en Kili.